# Firozpur Cantt.
Firozpur Cantt. là một thị xã quân sự (cantonment) của quận Firozpur thuộc bang Punjab, Ấn Độ.

## Nhân khẩu
Theo điều tra dân số năm 2001 của Ấn Độ, Firozpur Cantt. có dân số 57.418 người. Phái nam chiếm 60% tổng số dân và phái nữ chiếm 40%. Firozpur Cantt. có tỷ lệ 75% biết đọc biết viết, cao hơn tỷ lệ trung bình toàn quốc là 59,5%: tỷ lệ cho phái nam là 80%, và tỷ lệ cho phái nữ là 68%. Tại Firozpur Cantt., 11% dân số nhỏ hơn 6 tuổi.